# North Dean (пропіленопровід)
North Dean (пропіленопровід) – трубопровід в Техасі, який сполучає логістичний хаб у Монт-Бельв’ю з районом містечка Сідрифт (170 км на південний захід від Х'юстона, на узбережжі затоки Сан-Антоніо).
Численні нафтопереробні заводи в районі Х'юстону попутньо продукують значну кількість пропілену. Сюди ж, до Монт-Бельв’ю (два десятки кілометрів на схід від Х'юстону), виходив продуктопровід Lou-Tex Propylene Pipeline, який подавав пропілен з НПЗ Луїзіани. Для видачі накопиченого таким чином ресурсу з хабу в Монт-Бельв’ю споживачам на півдні штату проклали трубопровід North Dean довжиною 149 миль, який доходить до району Сідрифт.
В 2015 році власник North Dean компанія Enterprise Products Partners (один з лідерів трубопровідного бізнесу США) вирішила перепрофіліювати об’єкт з перекачування пропілену якості refinery-grade-propylene на транспортування більш чистого та придатного для полімеризації polymer-grade-propylene. У першій половині 2017-го цей проект було реалізовано, а довжина системи зросла до 157 миль. При цьому на початку наступного року Enterprise Products Partners ввела в експлуатацію розташовану в Монт-Бельв’ю потужну установку дегідрогенізації пропану, яка продукує саме високоякісний пропілен.